# NGC 3696
NGC 3696 (również PGC 35340) – galaktyka spiralna (Sc), znajdująca się w gwiazdozbiorze Pucharu. Odkrył ją w 1886 roku Francis Leavenworth.